# Religion politique
 (janvier 2020).
Si vous disposez d'ouvrages ou d'articles de référence ou si vous connaissez des sites web de qualité traitant du thème abordé ici, merci de compléter l'article en donnant les références utiles à sa vérifiabilité et en les liant à la section « Notes et références ».
La religion politique, ou religion séculaire, est un concept abordé principalement par des auteurs libéraux selon laquelle la politique sous ses différents aspects, idéologie, communication, exercice du pouvoir, etc., peut revêtir certaines propriétés généralement associées aux religions: croyances, dogmatisme, autoritarisme, et devenir ainsi une source d'asservissement des individus au sein d'une démocratie.

## Théoriciens
- Condorcet (1743-1794)
- Eric Voegelin (1901-1985)
- Raymond Aron (1905-1983)
- Jacques Ellul (1912-1994)
- Tzvetan Todorov (1939-2017)
- Emilio Gentile (1946)

## Notions connexes
- Dogmatisme
- Idéologie
- Sectarisme
- Sunday Assembly
- Totalitarisme